# Shan Zhongde
Zhongde Shan, ou Shan Zhongde dans l'ordre nominal chinois nom + prénom ((zh) 单忠德), né en janvier 1970, est un ingénieur chinois et actuellement (depuis 2025) vice-ministre de l'Industrie et des Technologies de l'information de Chine. Il a auparavant été chercheur et directeur de thèse à l'Académie chinoise des sciences et technologies des machines.

## Biographie
Shan Zhongde naît à Gaomi, dans le Shandong, en janvier 1970. Il a obtenu sa maîtrise et son doctorat à l'Université de technologie de Xi'an en 1993 et 1996 respectivement. En 2002, il obtient un doctorat à l'Université Tsinghua. Il est ensuite chercheur invité à l'Université de Cardiff. Il est également chercheur postdoctoral à l'Université Tsinghua entre 2003 et 2006.
En 2014, il est nommé vice-président de l'Académie chinoise des sciences et technologies des machines. Il est directeur général adjoint de China Academy of Machinery Science and Technology Group Co., Ltd. depuis mars 2018.
En juin 2020, il est nommé directeur de l'Université d'aéronautique et d'astronautique de Nanjing et, en novembre de la même année, chef du comité du Parti communiste chinois de l'université. 
En février 2024, il est propulsé au poste de vice-ministre de l'Industrie et des Technologies de l'information.

## Honneurs et récompenses
- Fonds national scientifique 2015 pour les jeunes chercheurs distingués
- Prix de l'innovation technologique 2015 de la Fondation Ho Leung Ho Lee
- 22 novembre 2019 Membre de l' Académie chinoise d'ingénierie (CAE)[4]